# 罗马广场 (威尼斯)
45°26′16.76″N 12°19′5.12″E / 45.4379889°N 12.3180889°E

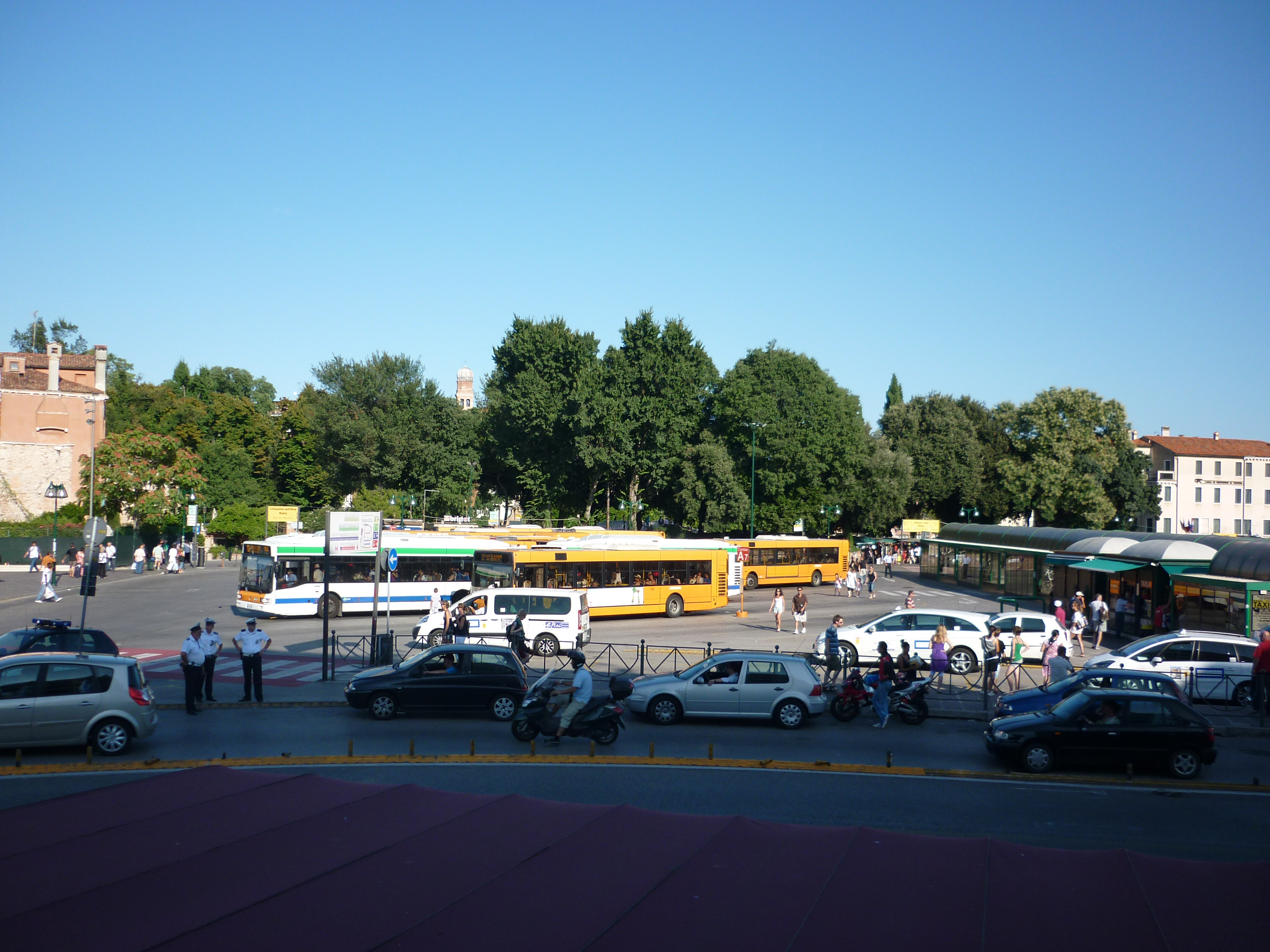
罗马广场

罗马广场（Piazzale Roma）是从大陆进入威尼斯历史中心的公路终点站，开辟于1933年4月25日，利托里奥桥通车之际。  
对于居民和游客，罗马广场是一个公共交通交换站（公路的巴士、的士和潟湖的船和摩托艇）。对于准备留在城里的人们而言，这也是一处大型收费停车场。
行人可以通过圣地亚哥·卡拉特拉瓦设计的宪法桥，从罗马广场跨过大运河，直接前往附近的圣塔露西亚车站。 
在广场附近有Papadopoli花园。在法西斯时代，已经了解这一地点的重要性，因此威尼斯的汽车码头完成了许多重建项目。在法西斯时期还设想在广场兴建世界上最大的停车场。 
2008年8月底，市长马西莫·卡恰里建议大运河上的第四座桥命名为宪法桥，还建议改变罗马广场的名称（在法西斯时代命名），但是，更改一个为人熟知的名称的困难是众所周知的。 